# Plumbagella micrantha
Plumbagella micrantha är en triftväxtart som först beskrevs av Carl Friedrich von Ledebour, och fick sitt nu gällande namn av Édouard Spach. Plumbagella micrantha ingår i släktet Plumbagella och familjen triftväxter. Inga underarter finns listade i Catalogue of Life.